# Pomir
Pomir – staropolskie imię męskie, złożone z członów Po- ("po" i wiele innych znaczeń) i -mir ("pokój, spokój, dobro").